# Thure Dahlberg
Thure Dahlberg, född 3 september 1914 i Silbodal, Värmlands län, död 2 februari 1994 i Nederluleå församling, var en svensk ombudsman och politiker.
Dahlberg var ledamot av riksdagens första kammare 1962-1970, invald i Västerbottens läns och Norrbottens läns valkrets, samt i enkammarriksdagen 1971-1976 för Norrbottens läns valkrets.

## Fotnoter
1. 1 2 3 4 5 6  Tvåkammar-riksdagen 1867–1970, vol. 5, 1985, s. 411, Svenskt porträttarkiv: sj9PGLAlnmUAAAAAABfRgg, läst: 2 maj 2020.[källa från Wikidata]
2. ↑  Riksdagens protokoll 1971:1, läs online, läst: 1 juli 2020.[källa från Wikidata]
3. ↑  Riksdagens protokoll 1974:1, läs online, läst: 1 juli 2020.[källa från Wikidata]